# Sarah Hostettler
Sarah Hostettler (* 1983 in Solothurn) ist eine Schweizer Schauspielerin. Sie lebt in Berlin und arbeitet hauptsächlich in Deutschland und der Schweiz für Theater, Film und Fernsehen.

## Leben und Wirken
Sarah Hostettler ist die Tochter einer Engländerin und eines Schweizers und mit zwei Brüdern aufgewachsen. Nach der Matura studierte sie an der Hochschule der Künste in Bern (2003–2007). Es folgten Engagements am Deutschen Theater Göttingen (2007–2009), Arbeit mit der freien Truppe «Trainingslager» (2010) sowie am Schauspielhaus Zürich (2010–2013) und von Sommer 2013 bis 2015 am Schauspielhaus Düsseldorf.
Seit 2013 ist sie vornehmlich vor der Kamera zu sehen. Neben Fernsehproduktionen wie Sag mir nichts  oder dem Zürich-Krimi war sie immer wieder im Tatort zu sehen.

## Filmographie

### Fernsehen
- 2010: Dürä..! (Kurzfilm) – Regie: Rolf Lang, Quinn Evan Reimann
- 2010: Der ewige Tourist (Kurzfilm) – Regie: Lorenz Suter
- 2013: Break-ups – Regie: Ted Tremper
- 2013: Schnizlpomfrit (Kurzfilm) – Regie: Yoav Parish
- 2013: Heimweh – Fernweh (Kurzfilm) – Regie: Rebecca Panian
- 2014: Tatort: Ihr werdet gerichtet – Regie: Florian Froschmayer
- 2015: Tatort: Wofür es sich zu leben lohnt – Regie: Aelrun Goette
- 2015: Tatort: Schwanensee – Regie: André Erkau
- 2016: Der Bestatter (TV-Serie, 6 Folgen)
- 2016: Sag mir nichts – Regie: Andreas Kleinert
- 2016: SOKO Köln – Letzte Meile (TV-Serie) – Regie: Florian Schott
- 2018: Karl Marx – der deutsche Prophet (Dokudrama) – Regie: Peter Hartl
- 2019: Tatort: Borowski und das Glück der Anderen
- 2019: Die fruchtbaren Jahre sind vorbei – Regie: Natascha Beller
- 2020: Von Fischen und Menschen – Regie: Stefanie Klemm
- 2020: Der Zürich-Krimi: Borchert und der fatale Irrtum – Regie: Florian Froschmayer
- 2020: Tagundnachtgleiche – Regie: Lena Knauss
- 2021: Zero – Regie: Jochen Alexander Freydank
- 2022: Nord bei Nordwest – Der Andy von nebenan – Regie: Nina Wolfrum
- 2022: Tatort: Schattenkinder
- 2023: Theresa Wolff – Der schönste Tag
- 2025: Die Kanzlei: Irre Zeiten (Fernsehserie)

### Kino
- 2022: Mein Lotta-Leben: Alles Tschaka mit Alpaka!

### Theater
- 2016: Theater St. Gallen
  - Das Schweigen der Schweiz / Janjic, Obexer, Trauffer, Heule, Sauter, Harbeke – Sophie Bodamer
- 2015: Volkstheater Wien
  - Nora / Ibsen, Jelinek
  - Eva, Frau Linde – Dusan D. Parizek
- 2013–2015: Düsseldorfer Schauspielhaus
  - Astragalus / Sarrazin
  - Anne – Juliane Hendes

### Auszeichnungen
- 2012: Nominierung als Nachwuchsschauspielerin des Jahres der Zeitschrift Theater Heute
- 2012: Förderpreis Internationale Bodensee-Konferenz
- 2008: «Junges Talent Schweiz»